# Greg Lecoeur
Greg Lecoeur, né le 24 novembre 1977 à Nice, est un photographe animalier et naturaliste. Il est engagé dans la conservation de l'environnement et de la biodiversité.

## Biographie
Sa passion pour le monde sous-marin s'est développée durant son enfance. Il a choisi de poursuivre sa passion à l'âge de 30 ans.
Reconnu pour son art photographique, il a pour objectif de mettre en valeur la beauté de notre planète afin de sensibiliser le grand public à l'importance de sa préservation. 
Greg Lecoeur a grandi sur la Côte d'Azur, entre le Parc National du Mercantour et la mer Méditerranée. Il passe son enfance à explorer les milieux marins et montagnards, alimentant son intérêt pour l'observation des animaux et les découvertes biologiques.
Pendant les vacances estivales, son parrain l'emmène naviguer. Attisant en lui, une curiosité passionnée inspirée par Commandant Cousteau et le film "Le Grand Bleu".
Initialement, Greg Lecoeur n'envisageait pas de poursuivre une carrière maritime. Il avait entamé des études de comptabilité avec l'intention de reprendre l'entreprise familiale spécialisée dans les balances électroniques.
Passant ses week-ends sur son petit bateau, il a eu une rencontre avec un groupe de dauphins (un banc de globicéphales) qui a changé le cours de sa vie.
Il décide de tout abandonner à 32 ans. Il revend sa petite entreprise, se lance dans un voyage appareil photo et brevet de plongée en main, et part pour les îles Galapagos. Ce fut la première étape d'une série de voyages à travers le monde qui dura plus d'un an.

## Parcours
Greg Lecoeur est devenu un photographe naturaliste sous-marin spécialisé. Il est revenu avec un portfolio dominé par des images sous-marines captivantes, aux tons bleus caractéristiques. Il est devenu photoreporter et a remporté de nombreux succès dans de nombreux concours internationaux de photographie.
En tant que Photojournaliste et artiste, Lecoeur est profondément engagé dans la préservation des écosystèmes marins, utilisant l'imagerie pour mettre en valeur le patrimoine naturel de la planète.
En 2019, il se rend aux côtés de l'apnéiste Guillaume Nery et du caméraman Florian Fischer en péninsule Antarctique. Leur objectif était de s'immerger dans les eaux glaciales de l'écosystème le plus hostile de la planète pour témoigner de sa beauté et de sa fragilité. Ils ont documenté une faune marine exceptionnelle et leur aventure a été capturée dans le livre "Antarctica,".
En 2020, il initie avec l'apnéiste Pierre Frolla le projet "Le Cœur de l'Océan". Grâce à la mise en scène de l'homme libre et de l'animal marin dans des décors océaniques somptueux et surprenants partout dans le monde, ce livre a pour vocation de montrer la beauté du monde sous-marin en mettant l'accent sur le partage et les rencontres.
En 2023, il lance les Expéditions Pelagos avec l'association We are Méditerranée. Cette initiative vise à promouvoir et à préserver la mer Méditerranée en associant recherche scientifique et démarche artistique.

## Récompenses et distinctions
- Grand Prix Festival mondial de l'image sous-marine, Portfolio 2015[17]
- Grand Prix Festival Nature Namur, 2016[18]
- Grand Prix Siena International Awards, Photographe de l'année 2016[19]
- Grand Prix Festival de la photo de Montier, 2016[20]
- Grand prix National Geographic,,Photographe nature de l'année, 2016[21]
- Grand Prix Scuba Diving magazine, 2017[22]
- Photojournaliste du Wildlife Photographer of the year par le musée d'histoire naturelle de Londres, 2018[23]
- Prix National Sony World Photography Award, 1ère place France, 2019[24]
- Grand Prix, UPY London  Photographe sous-marin de l'année, 2020[25]
- Grand Prix Siena International Awards, Photo de l'année, 2020[26]
- Grand Prix Ocean Art Photo Competition, 2020[27]

## Expositions
- Un Souffle en Méditerranée, Promenade des Anglais, Nice, 2018[28]
- Shangri-La, Paris et Londres 2019[29]
- Festival photo La Gacilly, 2020[30]
- Château de Bellet, Nice 2021[31]
- Festival La Gacilly-Baden, 2021[30]
- La Londe les Maures, 2022[32]
- Argeles, 2022[33]
- Belmont, Saint-Martin, 2023[34]
- Trésor sous l'océan, 2023[35]
- Pôle des Mondes fragiles, Musée océanographique de Monaco, 2023[36]
- Océan Vivant, Jardin du Luxembourg, Paris 22 mars - 20 juillet 2025.
- Océan Vivant, Esplanade de la Bourgada, Nice 15 mai - 15 septembre 2025.

## Publications
- Requins, guide de l'interaction. Greg Lecoeur, Steven Surina,. Turtle Prod, 2017[37]
- Antarctica. Greg Lecoeur, Guillaume Nery, Florian Fisher. Auto-édition, 2020[38]
- Océans “face à face”, Greg Lecoeur, Pierre Frolla, Christophe Ferret . Le Duc 2021[39]